# 高原インターチェンジ
高原インターチェンジ（たかはるインターチェンジ）は、宮崎県西諸県郡高原町にある宮崎自動車道のインターチェンジである。

## 歴史
- 1976年3月4日:えびのIC - 高原IC間開通に伴い供用開始。

## 道路
- E10 宮崎自動車道（2番）

## 接続する道路
- 国道221号
- 国道223号

## 料金所

### 入口
- ブース数:2
  - ETC/一般:1
  - ETC専用:1

### 出口
- ブース数:2
  - 一般:1
  - ETC専用:1

## 高原バスストップ
料金所の近くに「高原インターチェンジ」停留所が設けられている。当停留所には宮崎交通が運行するマンゴーライナー（鹿児島空港行き）が停車する。
以前は宮崎 - 熊本間の「なんぷう号（宮崎交通・九州産交バス）各停便が停車していたが、2017年10月1日を以って当バス停に停車しなくなり、さらに宮崎 - 鹿児島間の「はまゆう号」（宮崎交通・南国交通）も2021年3月31日限りで休止された。

## 周辺情報
- 湯之元温泉
- 御池

## 隣
E10 宮崎自動車道
(1)小林IC/BS - (SA)霧島SA - (2)高原IC/BS - (PA)日向高崎PA - (BS)高崎東BS - (BS)都城北BS - (3)都城IC